# Oeganda op de Olympische Zomerspelen 2020
Oeganda nam deel aan de Olympische Zomerspelen 2020 in Tokio, Japan.

## Medailleoverzicht
| Medaille | Naam             | Sport    | Onderdeel              | Datum      |
| -------- | ---------------- | -------- | ---------------------- | ---------- |
| Goud     | Peruth Chemutai  | Atletiek | 3000m steeplechase (v) | 4 augustus |
| Goud     | Joshua Cheptegei | Atletiek | 5000 m (m)             | 6 augustus |
|          |                  |          |                        |            |
| Zilver   | Joshua Cheptegei | Atletiek | 10000 m (m)            | 30 juli    |
|          |                  |          |                        |            |
| Brons    | Jacob Kiplimo    | Atletiek | 10000 m (m)            | 30 juli    |

## Atleten
| sport    | mannen | vrouwen | totaal |
| -------- | ------ | ------- | ------ |
| Atletiek | 9      | 10      | 19     |
| Boksen   | 2      | 1       | 3      |
| Roeien   | 0      | 1       | 1      |
| Zwemmen  | 1      | 1       | 2      |
| totaal   | 12     | 13      | 25     |

### Atletiek
Mannen
Loopnummers
| atleet            | onderdeel           | series   | series | kwartfinale | kwartfinale | halve finale   | halve finale   | finale         | finale         |
| atleet            | onderdeel           | tijd     | rang   | tijd        | rang        | tijd           | rang           | tijd           | rang           |
| ----------------- | ------------------- | -------- | ------ | ----------- | ----------- | -------------- | -------------- | -------------- | -------------- |
| Ronald Musagala   | 1500 m              | DNF      | DNF    | n.v.t.      | n.v.t.      | niet geplaatst | niet geplaatst | niet geplaatst | niet geplaatst |
| Joshua Cheptegei  | 5000 m              | 13.30,61 | 5 Q    | n.v.t.      | n.v.t.      | n.v.t.         | n.v.t.         | 12.58,15       | Goud           |
| Oscar Chelimo     | 5000 m              | 13.39,07 | 4 Q    | n.v.t.      | n.v.t.      | n.v.t.         | n.v.t.         | 13.44,45       | 16             |
| Jacob Kiplimo     | 5000 m              | 13.30,40 | 4 Q    | n.v.t.      | n.v.t.      | n.v.t.         | n.v.t.         | 13.02,40       | 5              |
| Joshua Cheptegei  | 10000 m             | n.v.t.   | n.v.t. | n.v.t.      | n.v.t.      | n.v.t.         | n.v.t.         | 27.43,63       | Zilver         |
| Jacob Kiplimo     | 10000 m             | n.v.t.   | n.v.t. | n.v.t.      | n.v.t.      | n.v.t.         | n.v.t.         | 27.43,88       | Brons          |
| Stephen Kissa     | 10000 m             | n.v.t.   | n.v.t. | n.v.t.      | n.v.t.      | n.v.t.         | n.v.t.         | DNF            | DNF            |
| Albert Chemutai   | 3000 m steeplechase | 8.29,81  | 9      | n.v.t.      | n.v.t.      | n.v.t.         | n.v.t.         | niet geplaatst | niet geplaatst |
| Felix Chemonges   | marathon            | n.v.t.   | n.v.t. | n.v.t.      | n.v.t.      | n.v.t.         | n.v.t.         | 2:20.53        | 50             |
| Fred Musobo       | marathon            | n.v.t.   | n.v.t. | n.v.t.      | n.v.t.      | n.v.t.         | n.v.t.         | 2:18.39        | 43             |
| Stephen Kiprotich | marathon            | n.v.t.   | n.v.t. | n.v.t.      | n.v.t.      | n.v.t.         | n.v.t.         | DNF            | DNF            |

Vrouwen
Loopnummers
| atleet              | onderdeel           | series   | series | kwartfinale | kwartfinale | halve finale   | halve finale   | finale         | finale         |
| atleet              | onderdeel           | tijd     | rang   | tijd        | rang        | tijd           | rang           | tijd           | rang           |
| ------------------- | ------------------- | -------- | ------ | ----------- | ----------- | -------------- | -------------- | -------------- | -------------- |
| Leni Shida          | 400 m               | 52,48    | 6      | n.v.t.      | n.v.t.      | niet geplaatst | niet geplaatst | niet geplaatst | niet geplaatst |
| Halimah Nakaayi     | 800 m               | 2.00,92  | 4 q    | n.v.t.      | n.v.t.      | 2.04,44        | 8              | niet geplaatst | niet geplaatst |
| Winnie Nanyondo     | 800 m               | 2.02,02  | 2 Q    | n.v.t.      | n.v.t.      | 1.59,84        | 5              | niet geplaatst | niet geplaatst |
| Winnie Nanyondo     | 1500 m              | 4.02,24  | 2 Q    | n.v.t.      | n.v.t.      | 4.01,64        | 4 Q            | 3.59,80        | 7              |
| Sarah Chelangat     | 5000 m              | 15.59,40 | 19     | n.v.t.      | n.v.t.      | n.v.t.         | n.v.t.         | niet geplaatst | niet geplaatst |
| Prisca Chesang      | 5000 m              | 15.25,72 | 15     | n.v.t.      | n.v.t.      | n.v.t.         | n.v.t.         | niet geplaatst | niet geplaatst |
| Esther Chebet       | 5000 m              | 15.11,47 | 12     | n.v.t.      | n.v.t.      | n.v.t.         | n.v.t.         | niet geplaatst | niet geplaatst |
| Mercyline Chelangat | 10000 m             | n.v.t.   | n.v.t. | n.v.t.      | n.v.t.      | n.v.t.         | n.v.t.         | 33.10,90       | 24             |
| Peruth Chemutai     | 3000 m steeplechase | 9.12,72  | 2 Q    | n.v.t.      | n.v.t.      | n.v.t.         | n.v.t.         | 9.01,45 NR     | Goud           |
| Juliet Chekwel      | marathon            | n.v.t.   | n.v.t. | n.v.t.      | n.v.t.      | n.v.t.         | n.v.t.         | 2:53.40        | 69             |
| Immaculate Chemutai | marathon            | n.v.t.   | n.v.t. | n.v.t.      | n.v.t.      | n.v.t.         | n.v.t.         | 2:32.23        | 16             |

### Boksen
Mannen
| atleet                | onderdeel     | eerste ronde         | tweede ronde         | kwartfinale          | halve finale         | finale               | finale         |
| atleet                | onderdeel     | tegenstander uitslag | tegenstander uitslag | tegenstander uitslag | tegenstander uitslag | tegenstander uitslag | rang           |
| --------------------- | ------------- | -------------------- | -------------------- | -------------------- | -------------------- | -------------------- | -------------- |
| Shadiri Bwogi         | weltergewicht | bye                  | Madiev V 1 - 3       | niet geplaatst       | niet geplaatst       | niet geplaatst       | niet geplaatst |
| Kavuma David Ssemujju | middelgewicht | Nemouchi V 0 - 5     | niet geplaatst       | niet geplaatst       | niet geplaatst       | niet geplaatst       | niet geplaatst |

Vrouwen
| atleet            | onderdeel    | eerste ronde         | tweede ronde         | kwartfinale          | halve finale         | finale               | finale         |
| atleet            | onderdeel    | tegenstander uitslag | tegenstander uitslag | tegenstander uitslag | tegenstander uitslag | tegenstander uitslag | rang           |
| ----------------- | ------------ | -------------------- | -------------------- | -------------------- | -------------------- | -------------------- | -------------- |
| Catherine Nanziri | vlieggewicht | Namiki V 0 - 5       | niet geplaatst       | niet geplaatst       | niet geplaatst       | niet geplaatst       | niet geplaatst |

### Roeien
Vrouwen
| atlete               | onderdeel | series  | series | herkansingen | herkansingen | kwartfinale | kwartfinale | halve finale | halve finale | finale  | finale |
| atlete               | onderdeel | tijd    | rang   | tijd         | rang         | tijd        | rang        | tijd         | rang         | tijd    | rang   |
| -------------------- | --------- | ------- | ------ | ------------ | ------------ | ----------- | ----------- | ------------ | ------------ | ------- | ------ |
| Kathleen Grace Noble | skiff     | 8.21,85 | 5 H    | 8.36,01      | 3 HE/F       | n.v.t.      | n.v.t.      | 8.31,67      | 2 FE         | 8.07,00 | 26     |

Legenda: FA=finale A (medailles); FB=finale B (geen medailles); FC=finale C (geen medailles); FD=finale D (geen medailles); FE=finale E (geen medailles); FF=finale F (geen medailles); HA/B=halve finale A/B; HC/D=halve finale C/D; HE/F=halve finale E/F; KF=kwartfinale; H=herkansing

### Zwemmen
Mannen
| atleet          | onderdeel        | series | series | halve finale   | halve finale   | finale         | finale         |
| atleet          | onderdeel        | tijd   | rang   | tijd           | rang           | tijd           | rang           |
| --------------- | ---------------- | ------ | ------ | -------------- | -------------- | -------------- | -------------- |
| Atuhaire Ambala | 100 m vrije slag | 54,23  | 63     | niet geplaatst | niet geplaatst | niet geplaatst | niet geplaatst |

Vrouwen
| atlete          | onderdeel       | series | series | halve finale   | halve finale   | finale         | finale         |
| atlete          | onderdeel       | tijd   | rang   | tijd           | rang           | tijd           | rang           |
| --------------- | --------------- | ------ | ------ | -------------- | -------------- | -------------- | -------------- |
| Kirabo Namutebi | 50 m vrije slag | 26,63  | 47     | niet geplaatst | niet geplaatst | niet geplaatst | niet geplaatst |